# Billinghuizen
Billinghuizen (Limburgs: Billinghoeze) is een buurtschap ten zuidwesten van Gulpen in de gemeente Gulpen-Wittem in de Nederlandse provincie Limburg. De buurtschap ligt in het Gulpdal tussen Beutenaken en Euverem met ten oosten van de plaats het beekje de Gulp. Ten westen van de buurtschap snijdt het Klingendal in op het Plateau van Margraten. In 2003 telden Billinghuizen en Waterop samen 60 inwoners.
Het meest belangwekkende bouwwerk van Billinghuizen is de boerderij 'Groenendaal', een restant van het vroegere kasteel Groenendaal of Ophem. In de stallen is nog metselwerk aanwezig van het rond 1775 gebouwde herenhuis. In het noorden van Billinghuizen, nabij Pesaken, staat de Groenendalsmolen, een voormalige watermolen. Verder telt de buurtschap nog enkele vakwerkhuizen.

## Zie ook

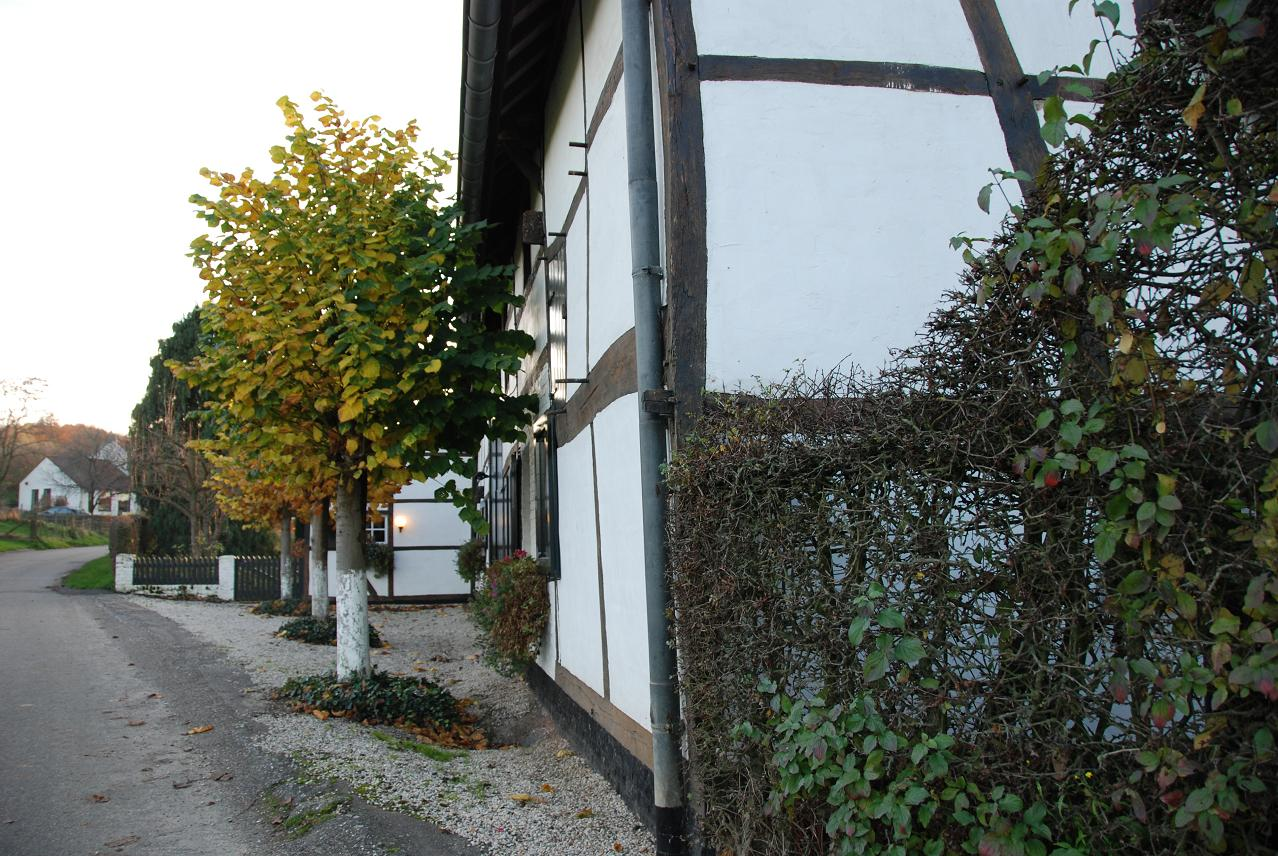
Vakwerkhuis in Billinghuizen
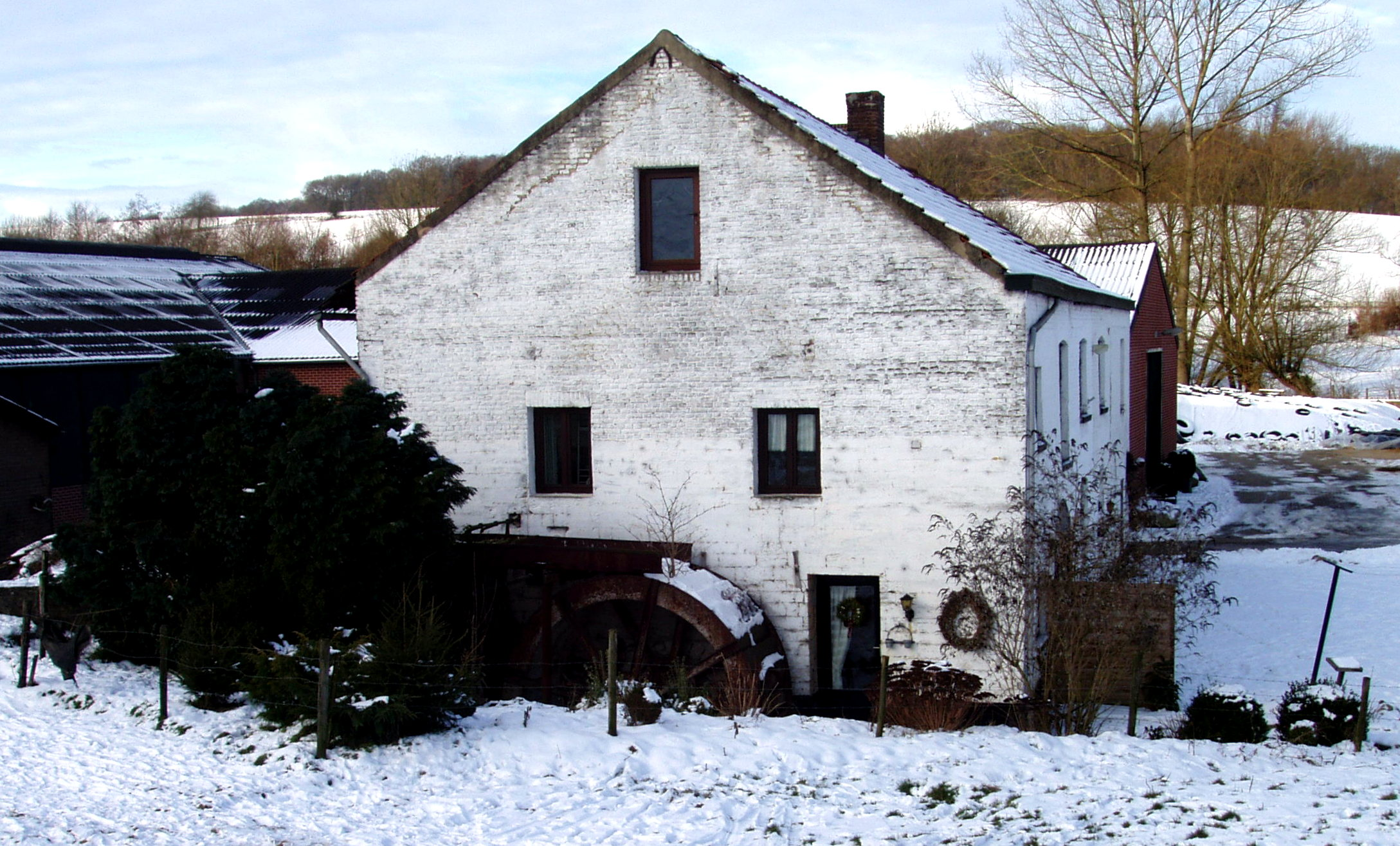
Groenendalsmolen
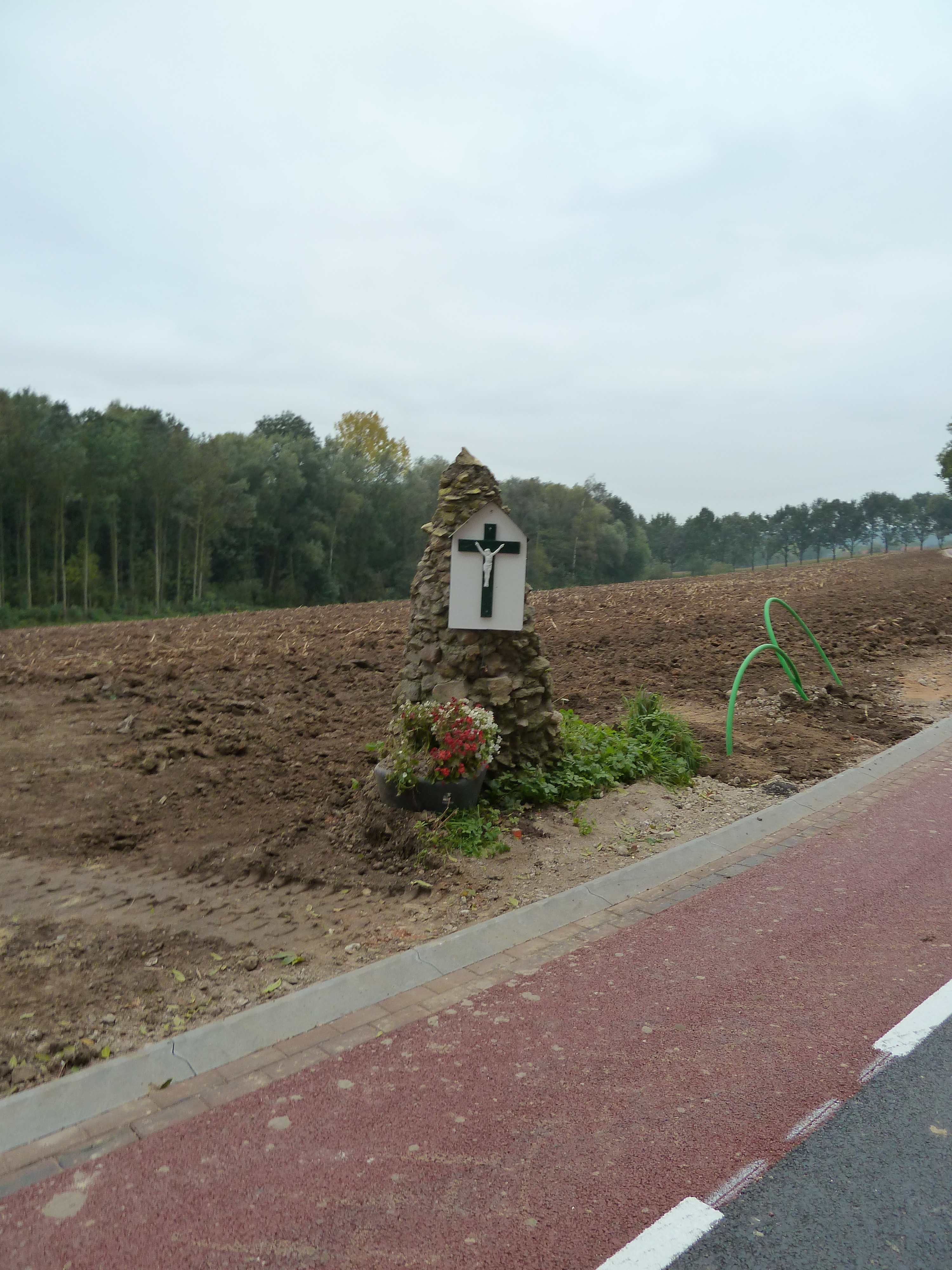
Wegkruis Karsveldervoetpad-Slenakerweg
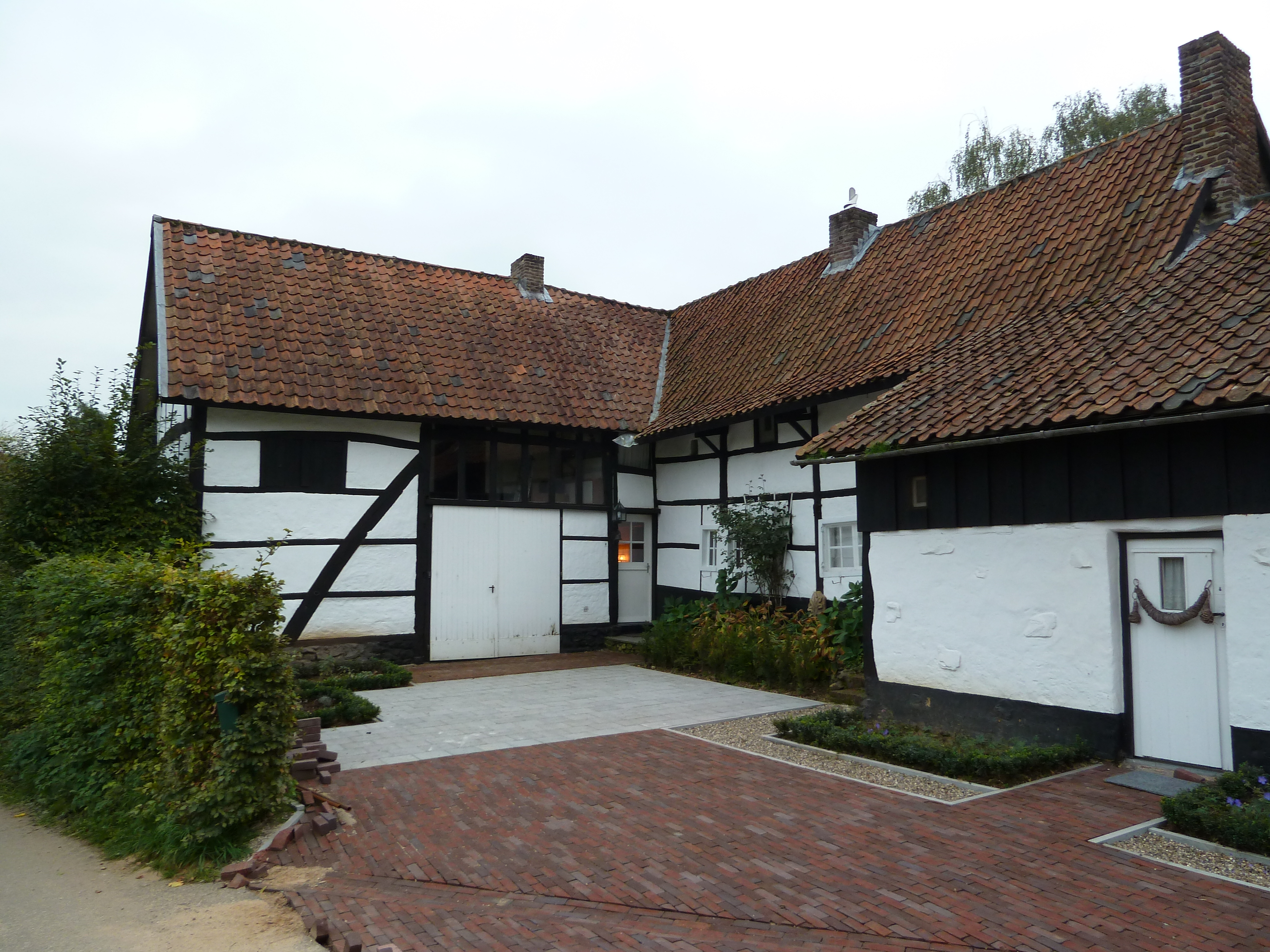
Vakwerkboerderij en rijksmonument
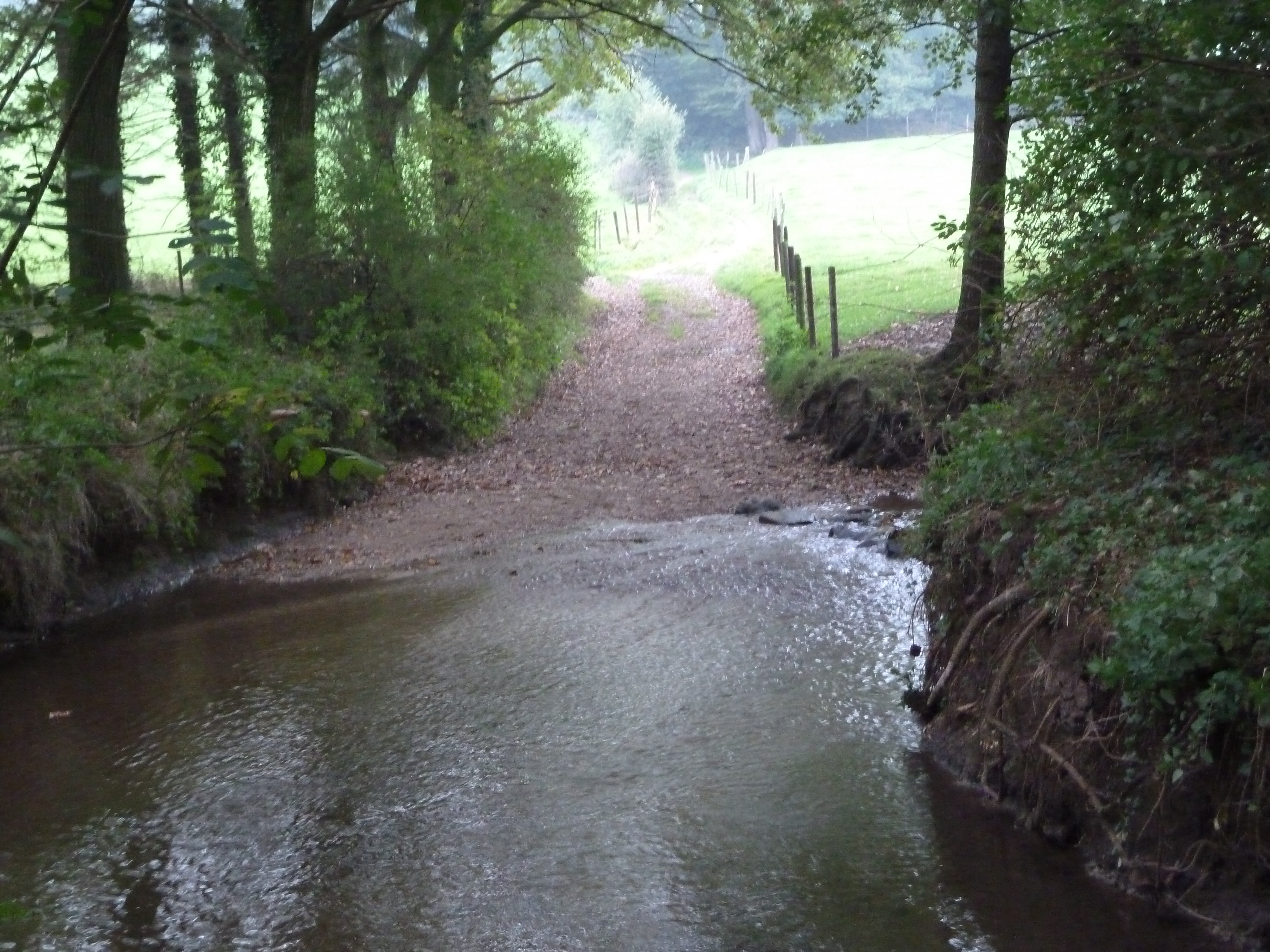
Voorde in de Gulp in de Houbenderheiweg
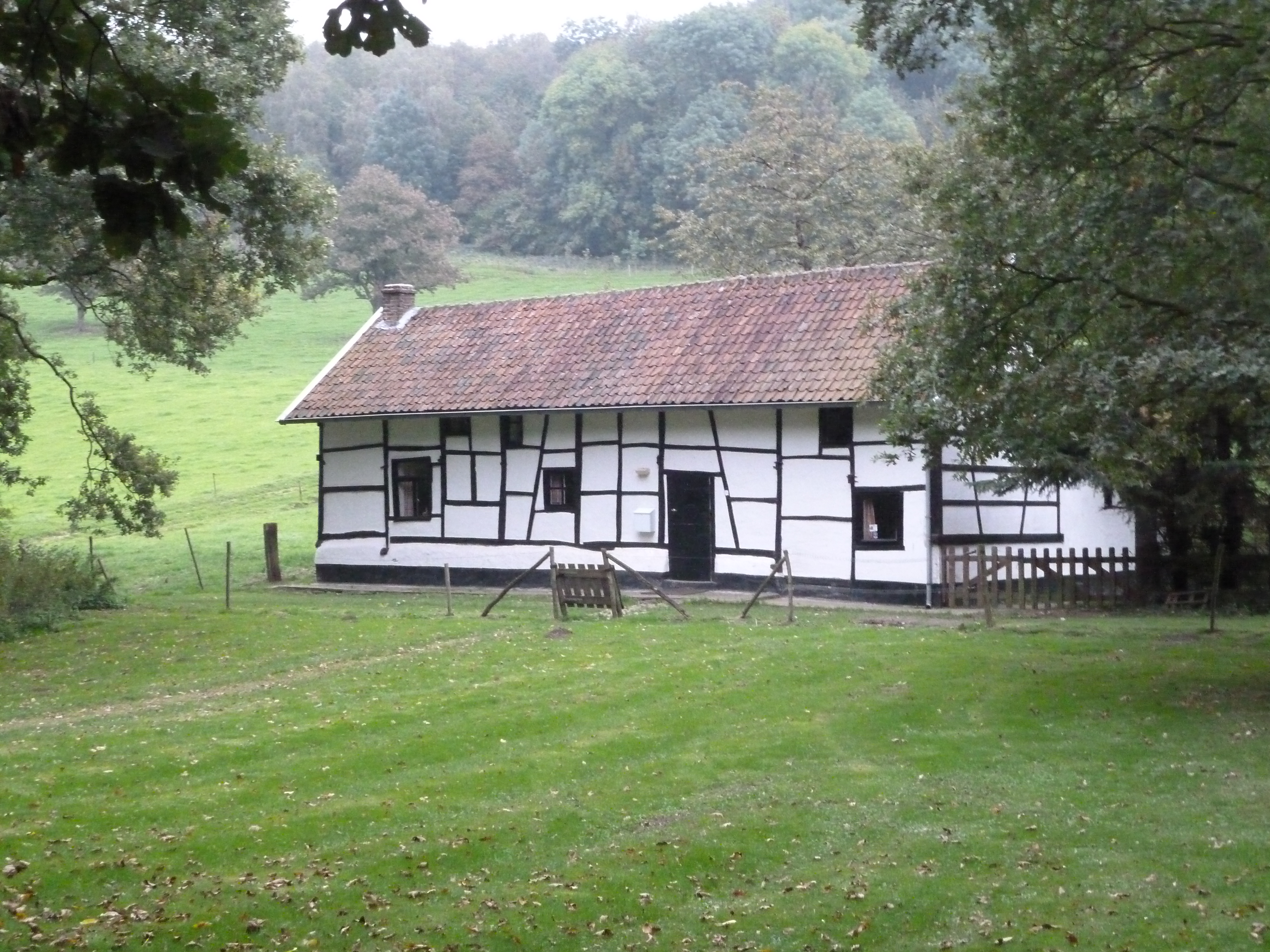
Vakwerkgebouw